# Radioåret 1952

## Händelser

### Januari
- 26 januari - Den svenska bandyspelaren Gösta "Snoddas" Nordgren gör succé med låten Flottarkärlek i det svenska radioprogrammet Karusellen [1]. Skivan säljs i en kvarts miljon exemplar på ett halvår [2].

### Okänt datum
- I Sverige startas Sameradion.

## Radioprogram

### Sveriges Radio
- 8 maj - Radiotjänst flyttar sina kortvågssändningar, som vänder sig till en publik utanför Sverige, från stationen Motala långvåg vid Bondebacka, till Hörby kortvågsstation.

## Födda
- 23 januari - Totte Wallin, svensk programledare
- 13 maj - Jacob Dahlin, svensk programledare
- 26 december - Gunno Klingfors, svensk programledare

### Fotnoter
1. ↑  20:e århundrades När Var Hur - 1952, Bernt Himmelstedt, Forum, 1999
2. ↑  Hundra år i Sverige - 1952, Hans Dahlberg, Albert Bonniers, 1999